# Michael Fuss
Michael Fuss, magyaros névalakban Fusz Mihály (Nagyszeben, 1814. október 5. – Nagycsűr, 1883. április 17.) erdélyi szász ágostai evangélikus lelkész, botanikus. Botanikai szakmunkákban nevének rövidítése: „Fuss”.

## Életpályája
Apja Christian Fuss szintén lelkészként szolgált. Az elemi- és középiskolát szülővárosában végezte, 1832-től a bécsi protestáns teológiai intézetben tanult. 1834-ben tért vissza Erdélybe, és egy ideig Nagycsűrben tanító volt. Utóbb Nagyszebenben az evangélikus gimnázium tanára lett és botanikai munkásságával szerzett hírnevet. AZ 1860-as évek kezdetén Haynald Lajos püspök őt jelölte ki Erdély flórájának megírására és a munka költségeinek tekintélyes részét saját vagyonából állta. 1848. január 4-én a regensburgi zoológiai-mineralógiai egyesületnek rendes tagja lett. Tiszteleti tagja volt a pfalzi Pollichia természettudományi egyesületnek, illetve választmányi tagja az erdélyi honismereti társaságnak és a nagyszebeni természettudományi egyesületnek. 1861. május 30-án a fenyőfalviak, 1878-ban a nagycsűriek választották lelkészüknek.
Természettudományi könyvtárát és 500 fasciculusból álló rendezett herbáriumát a nagyszebeni természettudományi egyletnek hagyományozta.

## Munkássága
- Lehrbuch der Naturgeschichte als Leitfaden bei Vorlesungen an Gymnasien. Mit besonderer Berücksichtigung Siebenbürgens ausgearbeitet. 2. Heft. Botanik. 3. Heft. Zoologie, Hermannstadt, 1840. 1845. (Az I. füzetet Johann Ludwig Neugeboren írta.)
- Verzeichniss derjenigen Pflanzen, welche entweder ausschliesslich oder doch hauptsächlich in Siebenbürgen angetroffen werden, nebst Angabe ihres Fundortes und der Wichtigsten Synonyme. In: Archiv des Vereins für siebenbürgische Landeskunde II. 1845.
- Alphabetische Zusammenstellung der sächsischen, ungarischen, wallachischen und deutschen Trivialnamen in Siebenbürgen wildwachsender oder allgemein cultivirter Pflanzen. In: Archiv für des Vereins für siebenbürgische Landeskunde III. 1848.
- Ercsei, Nemes Tordamegye Flórája és Sternheim Uebersicht der Flóra Siebenbürgens birálata. In: Archiv für siebenbürgische Landeskunde III. 1848.
- Notizen zur Flora Siebenbürgens. In: Archiv des Vereins für siebenbürgische Landeskunde
- Bericht über den Stand der Kenntniss der Phanerogamen-Flora Siebenbürgens mit dem Schlusse des Jahres 1853. (Különnyomat a nagyszebeni gimnázium Programmjából.)
- Flora Transsilvaniae excursoria... Hermannstadt. 1866.
- Der Lebensodem des Protestantizmus. Festpredigt bei der Jahresversammlung des Hermannstädter Zweigvereins der evang. Gustav-Adolf-Stiftung, am 25. Juni 1868 in Gross-Scheuern. Hermannstadt. 1868.
- Aufzählung der in Siebenbürgen angegebenen Cryptogamen. In: Archiv des Vereins für siebenbürgische Landeskunde XIV. 1878.